# Port lotniczy Juana Azurduy de Padilla
Port lotniczy Juana Azurduy de Padilla – port lotniczy zlokalizowany w konstytucyjnej stolicy Boliwii – Sucre. W 2016 r. jego dotychczasową funkcję przejęło Międzynarodowe Lotnisko Alcantarí, które obecnie jest głównym portem lotniczym miasta Sucre obsługującym loty pasażerskie. Port lotniczy Juana Azurduy de Padilla pełni obecnie funkcję militarną.